# 나치 독일 치하의 오스트리아
나치 독일 치하의 오스트리아 또는 국가사회주의 오스트리아는 오스트리아가 나치 독일에 병합된 1938년 3월 13일(안슐루스)부터 1945년 제2차 세계대전 종전까지의 오스트리아의 역사를 기술한다.
대부분의 오스트리아인들은 나치 독일과의 연합을 열렬히 지지했다. 제2차 세계 대전 동안, 95만 명의 오스트리아인들이 나치 독일의 군대로 싸웠다. 다른 오스트리아인들은 죽음의 수용소 간부에서부터 고위 나치 지도부에 이르기까지 나치 행정부에 가담했다. 최종 해결책을 시행한 관료들의 대다수는 오스트리아인이었다.
제2차 세계 대전 후에 많은 오스트리아인들은 오스트리아가 나치의 첫 번째 희생자라는 생각에 위안을 구했다. 비록 나치당이 즉시 금지되었지만, 오스트리아는 독일과 같은 철저한 탈나치화 과정을 거치지 않았다. 오스트리아 사회의 파벌들은 정치 개혁에 대한 외부의 압력이 부족하기 때문에, 안슐루스가 나치 독일에 의한 통치의 피해일 뿐이라는 견해를 발전시키기 위해 오랫동안 노력해왔다.

## 초기 역사

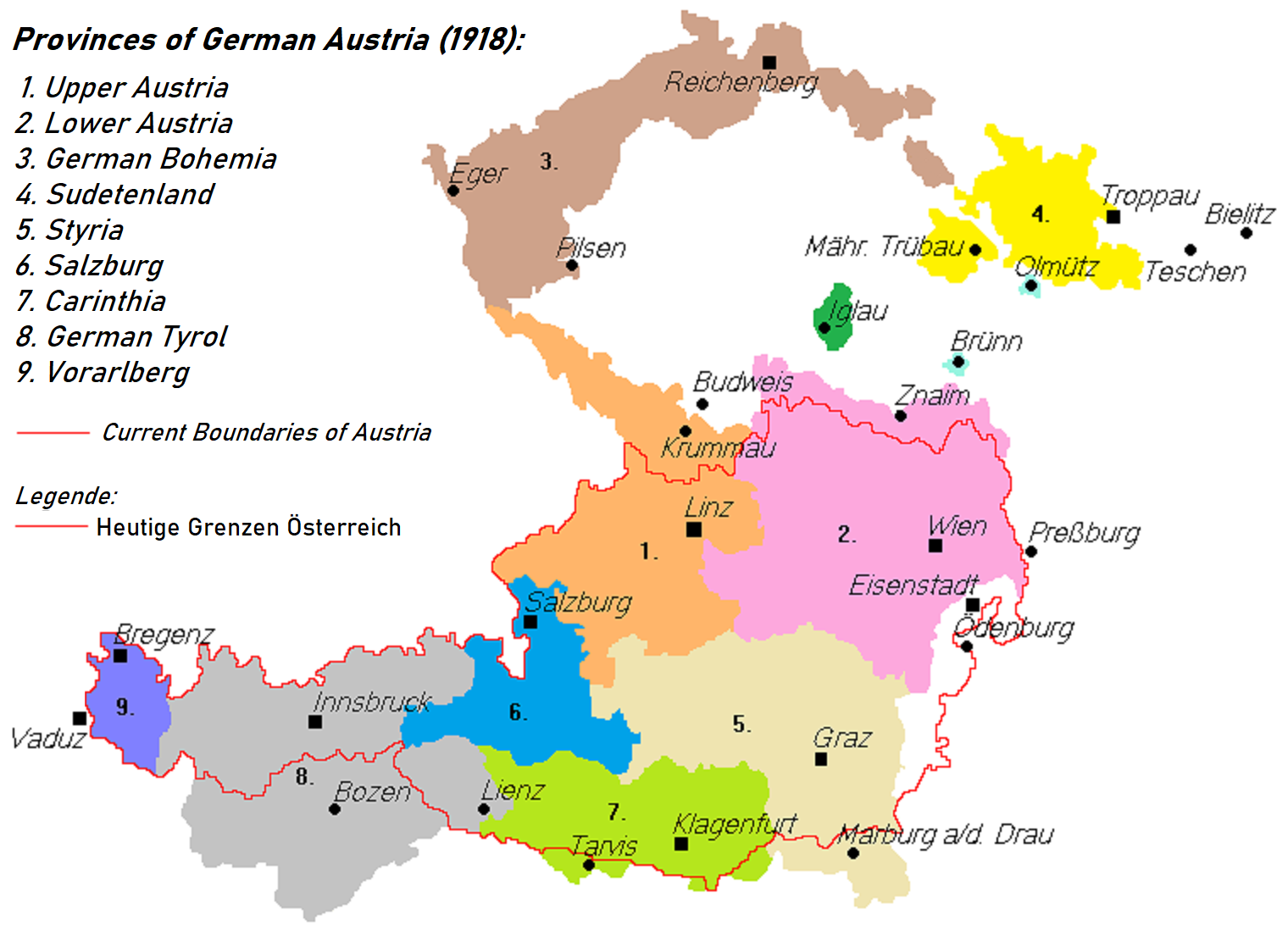
1918년 독일계 오스트리아 공화국이 주장한 지방을 보여주는 지도.

오스트리아에서 국가사회주의의 기원은 논쟁의 대상이 되어 왔고 계속 논의되고 있다. 앤드류 글래딩 화이트사이드 교수는 오스트리아 국가사회주의 변종의 출현을 다민족 국가였던 오스트리아 제국의 독일-체코 분쟁의 산물이라고 보고 독일 나치즘의 전조가 아니냐는 견해를 일축했다.
1918년, 제1차 세계대전의 종전 후, 오스트리아-헝가리 제국이 해체되고 합스부르크 군주제가 폐지되면서 신생 오스트리아 공화국에서 오스트리아 사회민주당(SDAP), 오스트리아 기독사회당(CS), 후에 대독일인민당(Großdeutsche Volkspartei, GVP)이 되는 국민주의 대독일연합(Großdeutsche Vereinigung)이라는 세 개의 주요 정치 집단이 서로 경쟁하게 되었다. 당시 오스트리아 공산당(Kommunistische Partei Österreichs, KPÖ)과
오스트리아 국가사회주의 노동자당(Deutsche Nationalsozialistische Arbeiterpartei, DNSAP)은 제국의회(Imperial Council)와 국민의회에 참석하지 않았다.
오스트리아 사회민주당, 대독일인민당, 국가사회주의 오스트리아 노동자당은 비록 다른 이유였지만 독일계 오스트리아와 독일 국가(바이마르 공화국)의 연합을 지지하는 것은 분명했다.

## 같이 보기
- 오스트리아 내전

### 인용
1. ↑  https://encyclopedia.ushmm.org/content/en/article/austria
2. ↑  History vs. Apologetics: The Holocaust, the Third Reich, and the Catholic Church
By David Cymet, Lexington Books (2012) p.113-114
3. ↑  Beniston, Judith (2003). “'Hitler's First Victim'? — Memory and Representation in Post-War Austria: Introduction”. 《Austrian Studies》 11: 1–13. JSTOR 27944673.
4. ↑  Whiteside 1962, 2쪽.
5. ↑  Whiteside 1962, 1쪽.

### 참고 문헌
- Art, David (2006). 《The Politics of the Nazi Past in Germany and Austria》. Cambridge University Press. ISBN 978-0-521-85683-6..
- Bukey, Evan Burr (2002). 《Hitler's Austria: Popular Sentiment in the Nazi Era, 1938-1945》. University North Carolina. ISBN 0807853631.
- Gellately, Robert (2002). 《Backing Hitler: Consent and Coercion in Nazi Germany》. Oxford University Press. ISBN 0192802917.
- Gellately, Robert (2001). 《Social Outsiders in Nazi Germany》. Princeton University Press. ISBN 0691086842.
- Kershaw, Ian (2001). 《Hitler 1936-1945: Nemesis》. Penguin. ISBN 0140272399.
- Parkinson, F. (1989). 《Conquering the Past: Austrian Nazism Yesterday and Today》. Wayne State University Press. ISBN 0814320554.
- Pauley, Bruce F. (2000). 《From Prejudice to Persecution: A History of Austrian Anti-Semitism》. Univ of North Carolina Press. ISBN 978-0-8078-6376-3.
- Shirer, William L. (1990). 《Rise And Fall Of The Third Reich: A History of Nazi Germany》. Simon & Schuster. ISBN 0671728687.
- Steininger, Wolf (2008). 《Austria, Germany, and the Cold War: from the Anschluss to the State Treaty 1938–1955》. New York: Berghahn Books. ISBN 978-1-84545-326-8.
- Whiteside, Andrew Gladding (1962). 《Austrian National Socialism Before 1918》. Springer. ISBN 9401500096.